# 달나라 열차
달나라 열차는 대한민국 경기도 과천시 막계동에 위치한 서울랜드 미래의 나라에 자리잡고 있는 와일드 마우스(4인용) 롤러코스터다. 대한민국에서 대표적인 와일드 마우스 롤러코스터이며, 하강이 2번 있고, 특수트랙은 없다. 열차 앞부분은 쥐머리처럼 생겼으며, 최고 속도는 약 45km/h이다. 레일 길이는 400m, 올라갈 땐 체인 리프트를 사용한다.

## 정보
- 장소: 과천시 서울랜드
- 개장일: 1988년 5월 11일